# Stéphane Henchoz
Stéphane Henchoz (7 de septiembre de 1974) es un exfutbolista suizo, se desempeñaba como defensa y su último club fue el de Blackburn Rovers.Actualmente es segundo entrenador del equipo suizo Neuchâtel Xamax FC.

## Biografía

### Inicios
Henchoz comenzó jugando en el Neuchâtel Xamax, siendo transferido en 1995 al Hamburgo SV. Sus buenas actuaciones en la Bundesliga le llevaron a ser fichado por el Blackburn Rovers de la Premier League dos temporadas después. En 1999, Henchoz fichó por todo un auténtico gigante europeo, el Liverpool, por 2.5 millones de libras.

### Etapa en el Liverpool
Henchoz se asentó rápidamente en el primer equipo de Anfield, formando una excelente pareja defensiva junto al finés Sami Hyypiä. En la temporada 2003-04, Henchoz sufrió una grave lesión que lo lastró durante esa temporada, teniendo que ser reemplazado por el croata Igor Bišćan. Henchoz no se recuperaría completamente de dicha lesión y tanto en esa temporada como en la siguiente, apenas hizo apariciones.

### Post-Liverpool
Con la llegada de Rafa Benítez al banquillo Red, este decidió emplear al versátil Jamie Carragher como pareja de Hyypiä, quedando Henchoz relegado a la suplencia. En 2005, Henchoz firmó un contrato de solo 6 meses con el Celtic escocés. Tras la finalización de dicho contrato, regresó a la Premier League para jugar en el Wigan Athletic.
Tras solo una temporada en el Wigan, Henchoz regresó al que fue su antiguo club, el Blackburn Rovers, firmando en 2006 por dos temporadas, pero las lesiones siguieron haciendo mella en su juego, en mayo de 2008 fue despedido del equipo por el entrenador Mark Hughes y en octubre de 2008 confirmó su retiro del fútbol profesional.

## Clubes
| Club             | País       | Año       |
| ---------------- | ---------- | --------- |
| Neuchâtel Xamax  | Suiza      | 1992-1995 |
| Hamburgo SV      | Alemania   | 1995-1997 |
| Blackburn Rovers | Inglaterra | 1997-1999 |
| Liverpool FC     | Inglaterra | 1999-2005 |
| Celtic FC        | Escocia    | 2005      |
| Wigan Athletic   | Inglaterra | 2005-2006 |
| Blackburn Rovers | Inglaterra | 2006-2008 |

- Datos: Q313137
- Multimedia: Stéphane Henchoz / Q313137